# Gabriela Montenegro Bethancourt
Gabriela Montenegro Bethancourt (Quetzaltenango, Guatemala, 1971) es una nutricionista  guatemalteca con un doctorado en Nutrición y Ciencias de los Alimentos. En el campo de investigación de la Dra. Montenegro Bethancourt se ha centrado principalmente en los factores dietéticos que afectan la salud de los niños y adolescentes, la aplicación de biomarcadores urinarios nutricionales, la ingesta de nutrientes y la aplicación de métodos no invasivos. Durante una de sus investigaciones cuantificó el efecto de la ingesta de frutas y verduras para la hidratación y la aplicación de un método escalonado para estimar el estado de yodo usando muestras de orina espontánea. como integrante del Capítulo Nacional para Guatemala de la Organización de Mujeres en la Ciencia para el Mundo en Desarrollo OWSD, fue distinguida en 2023 por el premio OWSD-Fundación Elsevier por sus investigaciones y aportes en seguridad alimentaria y nutrición.

## Trayectoria
Estudió un Técnico en Ingeniería Electrónica Biomédica (Associate Degree in Science in Biomedical Engineering Technology) en  Berkshire Community College (Pittsfield MA, USA) a través de una beca para la paz obtenida por USAID y Georgetown University. A su retorno a Guatemala se incorporó a la carrera de Nutrición en la Universidad de San Carlos de Guatemala (1993-1999). Después de su graduación colaboró en la parte dietética del proyecto Curvas de Crecimiento de niños Urbanos de Guatemala de 6 a 16 años (DIGI, Universidad Autónoma de Madrid) Al concluir el proyecto se integró al Centro de Estudios en Sensoriopatias, Senectud e Impedimentos y Alteraciones Metabólicas CESSIAM en Guatemala, en donde inició su carrera de investigación y a la fecha es investigadora afiliada.
En el año 2004 estudió la Maestría en Ciencias Biomédicas -Salud Pública- en la Universidad Libre de Ámsterdam Su tesis de maestría fue sobre “Alimentación de niños escolares urbanos de Quetzaltenango: Consumo de Frutas y Verduras”. Esta tesis, generó una serie de publicaciones, entre las que destacan las relacionadas con la ingesta de líquidos y su comparación con las recomendaciones para ingesta adecuada. Se determinó que los niños escolares de Quetzaltenango, no beben suficientes líquidos. 
En el año 2011 obtuvo una beca por el Servicio Alemán de Intercambio Académico DAAD para estudiar el doctorado en el Instituto para Nutrición Infantil en Dortmund Forschungsinstitut für Kinderernährung Dortmund (FKE) y la Universidad de Bonn, integrándose al proyecto DONALD Dortmund Nutritional and Anthropometric Longitudinally Designed Study. Presentó su tesis de doctorado: Aplicación y perspectivas del uso no-invasivo de biomarcadores urinarios para la investigación epidemiológica en nutrición infantil: hidratación y yodo, dos ejemplos de nutrientes relevantes para la salud., obteniendo una mención cum laude.
Al finalizar su doctorado volvió a Guatemala a trabajar en proyectos de investigación. Fue investigadora principal del Proyecto: Investigación Formativa en Guatemala, Colombia, Perú de la implementación del Proyecto SPOON para prevenir la desnutrición crónica en niños de 0-23 meses y reducir el riesgo de obesidad en adultos a través de mejorar las prácticas de alimentación de niños y suplementación con micronutrientes a base lipídica (SQ-LNS). Proyecto de IECIS y la Alianza Global para Mejorar la Nutrición GAIN, en la región de Baja Verapaz.
En 2017-2019 fue co-investigadora para Guatemala de un proyecto de investigación sobre resistencia a antibióticos y microbioma (Examining Antibiotic Resistance in the Human Microbiome) un proyecto multicéntrico, dirigido por Ilana Brito y e  Brito Lab Cornell.
En el año 2020, se le otorgó un Research Fellowship de la Academia de Nutrición y Dietética (Fundación) y a Academia de Nutrición y Dietética (Academia) (www.eatright.org) para coordinar el estudio “Los efectos del consumo de huevo en la alimentación complementaria sobre el desarrollo y el crecimiento infantil en Guatemala: el estudio Saqmolo´, con la Alianza Maya para la Salud (Maya Health Alliance) Wuqu Kawoq.

## Publicaciones científicas
- Contribution of fruit and vegetable intake to hydration status in schoolchildren. Montenegro-Bethancourt, Gabriela; Johner, Simone A.; Remer, Thomas. The American Journal of Clinical Nutrition , 2013, 98 (4): 1103-1112. https://doi.org/10.3945/ajcn.112.051490
- The Nutritional Contribution of Foods and Beverages Provided by Government- Sponsored Day Care Centers in Guatemala. Vossenaar M, Hernández L, Montenegro-Bethancourt G, Soto-Méndez MJ, Bermudez OI, Solomons NW. Food Nutr Bull. 2015, 36(3), 299-314. https://doi.org/10.1177/0379572115596634

- Dietary ratio of animal to plant protein is associated with 24-h urinary iodine excretion in healthy schoolchildren. Montenegro-Bethancourt G, Johner SA, Stehle P, Remer T. British Journal of Nutrition, 2013, 114(1), 24-33. https://doi.org/10.1017/S0007114515001567
- Application and perspectives of non-invasive urinary biomarker measurements in epidemiological research on child nutrition: hydration and iodine status, two health-relevant examples. Montenegro-Bethancourt, Gabriela. 2015. http://hdl.handle.net/20.500.11811/6277
- Iodine status assessment in children: spot urine iodine concentration reasonably reflects true twenty-four-hour iodine excretion only when scaled to creatinine. Montenegro-Bethancourt, Gabriela; Johner, Simone Anja; Stehle, Peter; Neubert, Annette; Remer, ThomasThyroid: Official Journal of the American Thyroid Association, 2015, 25(6), 688-697. https://doi.org/10.1089/thy.2015.0006

## Puestos de decisión
- Miembro de la Academia de Ciencias Médicas, Físicas y Naturales de Guatemala. Vocal y Tesorera 2015-2019[13]
- Miembro del Comité Ejecutivo de la Global Young Academy (2011-2013).[14]
- Secretaria Nacional de Ciencia y Tecnología (SENACYT)- Subcomisión de Salud. Guatemala. Secretaría de la Junta Directiva (2009-2011)
- Asociación de Nutricionistas de Guatemala –ANDEGUAT- Tesorera 2003-2004.
- Miembro Titular de la Organización de Mujeres en la Ciencia para el Mundo en Desarrollo (OWSD) Guatemala. (2020)[15]
- Miembro de la Red Internacional de Científicos de Guatemala (2016-a la fecha)[16]
- Miembro de la Red de Nutricionistas Líderes de Latinoamérica de IUNS (IUNS- Latinamerican Nutrition Leadership Network)
- Miembro de la Academia de Nutrición y Dietética (www.eatright.org)
- Miembro de la Sociedad Americana de Nutrición (American Society of Nutrition, ASN)

## Premios, becas y reconocimientos
- Research Fellowship award por la Academy of Nutrition and Dietetics (Academy) y la Academy of Nutrition and Dietetics (Foundation). (2020-) (www.eatright.org).
- Beca para el curso DAAD DIES ProGRANT Proposal Writing for Research Grants para Centroamérica y el Caribe 2019. DAAD y Universidad de Colonia.
- Canadian Institute for Advanced Research (CIFAR) y Global Young Academy. Beca para participar en: Global Women in Science Leadership Workshop. Aberta, Canada, October 2016.
- Beca Doctoral por el Deutscher Akademischer Autstausch Dienst (DAAD), Alemania 2011-2015
- Recipiente del Premio TWAS[15] al científico joven 2010 en Guatemala.
- Premio como Outstanding Scientist para participar en el Third Inter Academy Panel Conference for Young Scientists, and the World Economic Forum “Annual Meeting of the New Champions 2010” the Summer Davos. Tianjin, People's Republic of China, September, 2010
- Beca otorgada por el American Institute for Cancer Research/World Cancer Research Fund y fondos FACYT para participar en: Launc Conference on Food, Nutrition, Physical Activity and the Prevention of Cancer: a Global Perspective. Washington, D.C, noviembre de 2007.
- Beca para participar en el IV Taller para Futuros Líderes de Nutrición para la región Lationamericana, organizada por la International Nutrition Society (IUNS), Florianopolis Brasil, 2006.
- Beca para la paz, otorgada por USAID y la Universidad de Georgetown. CASP/CASS Scholarship Program (1990-1992)
- Beca USAID para el Future Leaders of the Latinamerican Region Workshop, Oklahoma, USA, 1991.